# Ana Isabel Torre
Ana Isabel Torre  (Mexikóváros, Mexikó, 1991. augusztus 22. –) mexikói színésznő.

## Élete és pályafutása
Ana Isabel Corral néven született 1991. augusztus 22-én Mexikóvárosban. 
Karrierjét 2008-ban kezdte az Árva angyal című telenovellában, ahol Beatriz szerepét játszotta. 2011-ben a Rafaela doktornő című sorozatban Genovevát alakította. 2012-ben megkapta Lula szerepét a Menekülés a szerelembe című telenovellában.

## Filmográfia

### Televízió
- A szenvedély száz színe (El color de la pasión) (2014) .... Magdalena Murillo (fiatal)
- Menekülés a szerelembe (Un refugio para el amor) (2012) .... Lula
- Rafaela doktornő (Rafaela) (2011) .... Genoveva
- Malpais (2011) .... Angelina Delgado
- Árva angyal (Cuidado con el ángel) (2008-2009) .... Beatriz